# Glavotok
Glavotok je zaselek na skrajni zahodni točki otoka Krka. 

## Geografija
Zaselek z okoli 30 stalnimi prebivalci leži na istoimenskem rtičku, oddaljen okoli 17 km od mesta Krk. V kraju stoji frančiškanski samostan s cerkvico Blažene Device Marije in avtokamp. Na koncu 15 m dolgega pomola stoji svetilnik, ki oddaja signal R Bl (4s). Nazivni domet svetilnika so 3 milje. Globina morja ob pomolu je do 3 m.  

## Zgodovina
Knez Ivan Frankopan je leta 1473 daroval frančiškanom zemljišče na katerem so v letih 1507−1509 zgradili samostan in okoli leta 1507 gotsko enoladijsko cerkvico s korm, ki so jo v 17. stoletju podaljšali ter 1879 uredili novo fasado. Na glavnem oltarju so tri slike: v sredini »Blažena Devica Marija z detetom«, delo neznanega beneškega slikarja iz 17. stoletja, levo in desno pa sta sliki sv. Franja in sv. Bonevanture, delo Giorolama da Santacroce iz 16. stoletja. Dva stranska baročna marmorna oltarja je 1760 izdelal beneški kipar Giuseppe Bisson. V samostanu je shranjena obsežna zbirka rokopisov in knjig pisanih v glagolici ter slik iz 17. in 18. stoletja. V bližini zaselka,  v zalivčku Bujina stoji stara cerkvica  sv. Kerševana, zgrajena okoli leta 1100. 